# Kay Martin Schmalhausen Panizo
Kay Martin Schmalhausen Panizo (ur. 27 czerwca 1964 w Limie) – peruwiański duchowny rzymskokatolicki, w latach 2006–2021 prałat terytorialny Ayaviri.

## Życiorys
Wstąpił do Sodalicji Życia Chrześcijańskiego i złożył w niej 14 grudnia 1989 profesję wieczystą, zaś dwa dni później przyjął święcenia prezbiteratu, inkardynując się do diecezji Callao. W 2001, w wyniku zmian statutowych w sodalicji, uzyskał inkardynację do tegoż zgromadzenia. Był m.in. duszpasterzem Sodalicji w diecezji Callao oraz dyrektorem wydziału komunikacji w kurii biskupiej, zaś w zgromadzeniu pełnił funkcje m.in. asystenta regionalnego ds. duchowości. Od 2003 pracował jako wykładowca na katolickim uniwersytecie w Arequipie.
18 lutego 2006 papież Benedykt XVI mianował go prałatem terytorialnym Ayaviri. Sakry biskupiej udzielił mu 23 kwietnia 2006 kard. Juan Luis Cipriani Thorne.
7 kwietnia 2021 papież Franciszek przyjął jego rezygnację z pełnionej funkcji.